# Arilena Ara
Arilena Ara (pronunciación en albanés: [aɾiˈlɛna aɾa]; Shkodër, Albania; 17 de julio de 1998), también conocida simplemente como Arilena, es una cantante albanesa.
Arilena alcanzó un reconocimiento más amplio en el mundo de habla albanesa después de su victoria de la segunda temporada de la versión albanesa de The X Factor. En diciembre de 2019, participó en la 58a edición de Festivali i Këngës, que también determinaría el representante de Albania para el Festival de Eurovisión 2020. Arilena fue la ganadora del festival albanés con la canción Shaj, aunque iba a acudir al festival con su versión en inglés, titulada Fall From The Sky, antes de que este se cancelara debido a la pandemia de COVID-19.

## Vida

### Carrera
Arilena Ara nació en Shkodër. Su primera competición tuvo lugar en Gjeniu i Vogël ("Pequeño Genio"), un concurso de talentos para niños donde quedó en tercera posición. 
Después de la muerte de su padre, participó en la segunda temporada de la versión albanesa de X Factor, emitida entre el 28 de octubre de 2012 y el 31 de marzo de 2013 en TV Klan. Arilena audicionó en Tirana interpretando una versión acústica de "We Are" de Ana Johnsson. Durante el concurso fue guiada por la cantante y miembro del jurado Altuna Sejdiu en la categoría "Chicas". En la final, cantó "No More Drama" de Mary J. Blige y "Man Down" y "S&M" de Rihanna como un dueto con su entrenadora Tuna, ganando la edición. Luego, participó en un programa de televisión llamado "Dance With Me" 2. Su compañero era Labi (un periodista albanés de Kosovo conocido por "Një kafe me Labin" o "Una taza de café con Labi"). El 26 de febrero de 2014 lanzó su primer sencillo con videoclip "Aeroplan", convirtiéndose en un éxito en Albania. Este tuvo 2 millones de visitas en 12 horas, mientras que su posterior trabajo "Business Class" tuvo 1 millón de visitas en sus primeras 9 horas. Más tarde, lanzó su tercera canción titulada "Vegim" dedicada al fallecimiento de su padre. En 2016 lanzó otra canción, Nëntori, con la que participó en el Kënga Magjike logrando el tercer puesto, solamente superada por Anxhela Peristeri y por la ganadora Rozana Radi. Aquella misma canción también ganó popularidad fuera de Albania (por ejemplo, fue incluida en algunas radios en Rumania o Rusia). Estuvo también en los primeros puestos de Airplay 100, en Rumanía, en agosto de 2017.
En 2019, fue coach en la tercera temporada de The Voice Kids.

## Discografía

### Individual
- 2014: "Aeroplan"
- 2014: "Business Class"
- 2015: "Vegim"
- 2016: "TokeRroke"
- 2016: "Nëntori"
- 2017: "Nallane 3" (con Flori Mumajesi, DJ Vicky)
- 2017: "I’m Sorry"
- 2017: "Snow in December"
- 2017: "Kida"
- 2017: "Silver and Gold"
- 2017: "Zemër"
- 2018: "Silver & Gold"
- 2019: "Doja" (con Flori Mumajesi)
- 2020: "Shaj" / "Fall From The Sky"

## Premios y nominaciones
Festivali i Këngës
| Año  | Nominación / trabajo | Premio       | Resultado |
| ---- | -------------------- | ------------ | --------- |
| 2019 | "Shaj"               | Primer lugar | Ganadora  |

Festival Internacional de Música "Astana Dausy" Kazajistán
| Año  | Nominación / trabajo | Premio          | Resultado |
| ---- | -------------------- | --------------- | --------- |
| 2017 | "Nëntori"            | Canción del año | Ganadora  |

Kënga Magjike
| Año  | Nominación / trabajo | Premio        | Resultado |
| ---- | -------------------- | ------------- | --------- |
| 2016 | "Nëntori"            | Mejor balada  | Ganadora  |
| 2016 | "Nëntori"            | Tercer premio | Ganadora  |

Videofest
| Año  | Nominación / trabajo | Premio              | Resultado |
| ---- | -------------------- | ------------------- | --------- |
| 2014 | "Aeroplan"           | Mejor artista nuevo | Nominada  |